# Distrikt Chancaybaños
Der Distrikt Chancaybaños liegt in der Provinz Santa Cruz in der Region Cajamarca im Norden Perus. Der Distrikt wurde am 18. September 1942 gegründet. Er besitzt eine Fläche von 128 km². Beim Zensus 2017 wurden 3536 Einwohner gezählt. Im Jahr 1993 lag die Einwohnerzahl bei 4156, im Jahr 2007 bei 3923. Sitz der Distriktverwaltung ist die 1624 m hoch gelegene Ortschaft Chancaybaños (alternative Schreibweise: Chancay Baños) mit 367 Einwohnern (Stand 2017). Chancaybaños befindet sich 10 km nordöstlich der Provinzhauptstadt Santa Cruz de Succhabamba.

## Geographische Lage
Der Distrikt Chancaybaños befindet sich in der peruanischen Westkordillere im Nordosten der Provinz Santa Cruz. Der nach Westen fließende Oberlauf des Río Chancay begrenzt den Distrikt im Süden. Im Westen befindet sich am Nordufer des Río Chancay das 2628 ha große Schutzgebiet Zona Reservada Chancaybaños.
Der Distrikt Chancaybaños grenzt im Süden und im Südwesten an die Distrikte La Esperanza und Santa Cruz, im Westen an den Distrikt Sexi, im Norden an die Distrikte Huambos und Cochabamba (beide in der Provinz Chota), im äußersten Osten an den Distrikt Lajas (ebenfalls in der Provinz Chota) sowie im Südosten an den Distrikt Uticyacu.

## Ortschaften
Neben dem Hauptort gibt es folgende größere Ortschaften im Distrikt:
- Chiriconga
- Cushic
- La Paucas
- La Pauquilla
- Montan Mayo
- Tayabamba